# Hội chứng Sjögren
Hội chứng Sjögren (SjS, SS) là một bệnh tự miễn dịch mạn tính, ảnh hưởng đến các tuyến sản xuất độ ẩm của cơ thể. Triệu chứng chính là khô miệng và khô mắt. Các triệu chứng khác có thể bao gồm da khô, khô âm đạo, ho mãn tính, tê ở cánh tay và chân, cảm thấy mệt mỏi, đau cơ và khớp và các vấn đề về tuyến giáp. Những người bị ảnh hưởng có nguy cơ mắc ung thư hạch (5%).
Mặc dù nguyên nhân chính xác vẫn chưa rõ ràng, nhưng nó được cho là có sự kết hợp giữa di truyền và yếu tố kích hoạt môi trường như tiếp xúc với virus hoặc vi khuẩn. Nó có thể xảy ra độc lập với các vấn đề sức khỏe khác (hội chứng Sjögren nguyên phát) hoặc là kết quả của một rối loạn mô liên kết khác (hội chứng Sjögren thứ phát). Các viêm mà kết quả dần dần làm hỏng các tuyến. Chẩn đoán bằng sinh thiết các tuyến sản xuất độ ẩm và xét nghiệm máu tìm kiếm các kháng thể cụ thể. Trên sinh thiết thường có các tế bào lympho trong các tuyến.
Điều trị được hướng vào các triệu chứng của người bệnh. Đối với khô mắt, nước mắt nhân tạo, có thể dùng thuốc để giảm viêm, cắm punctal hoặc phẫu thuật để đóng ống dẫn nước mắt. Đối với miệng khô, có thể sử dụng kẹo cao su (tốt nhất là không đường), uống nước hoặc thay thế nước bọt. Ở những người bị đau khớp hoặc cơ, ibuprofen có thể được sử dụng. Cũng có thể ngừng uoóng các loại thuốc có thể gây khô, chẳng hạn như thuốc kháng histamine.
Bệnh được mô tả vào năm 1933 bởi Henrik Sjögren, và được đặt tên theo ông; tuy nhiên, một số mô tả trước đó của những người có các triệu chứng tồn tại. Từ 0,2% đến 1,2% dân số bị ảnh hưởng, một nửa có dạng chính và một nửa dạng thứ cấp. Nữ giới bị ảnh hưởng khoảng gấp mười lần so với nam giới và nó thường bắt đầu ở tuổi trung niên; tuy nhiên, bất cứ ai cũng có thể bị ảnh hưởng. Trong số những người không có rối loạn tự miễn dịch khác, tuổi thọ trung bình là không thay đổi.

## Triệu chứng và dấu hiệu

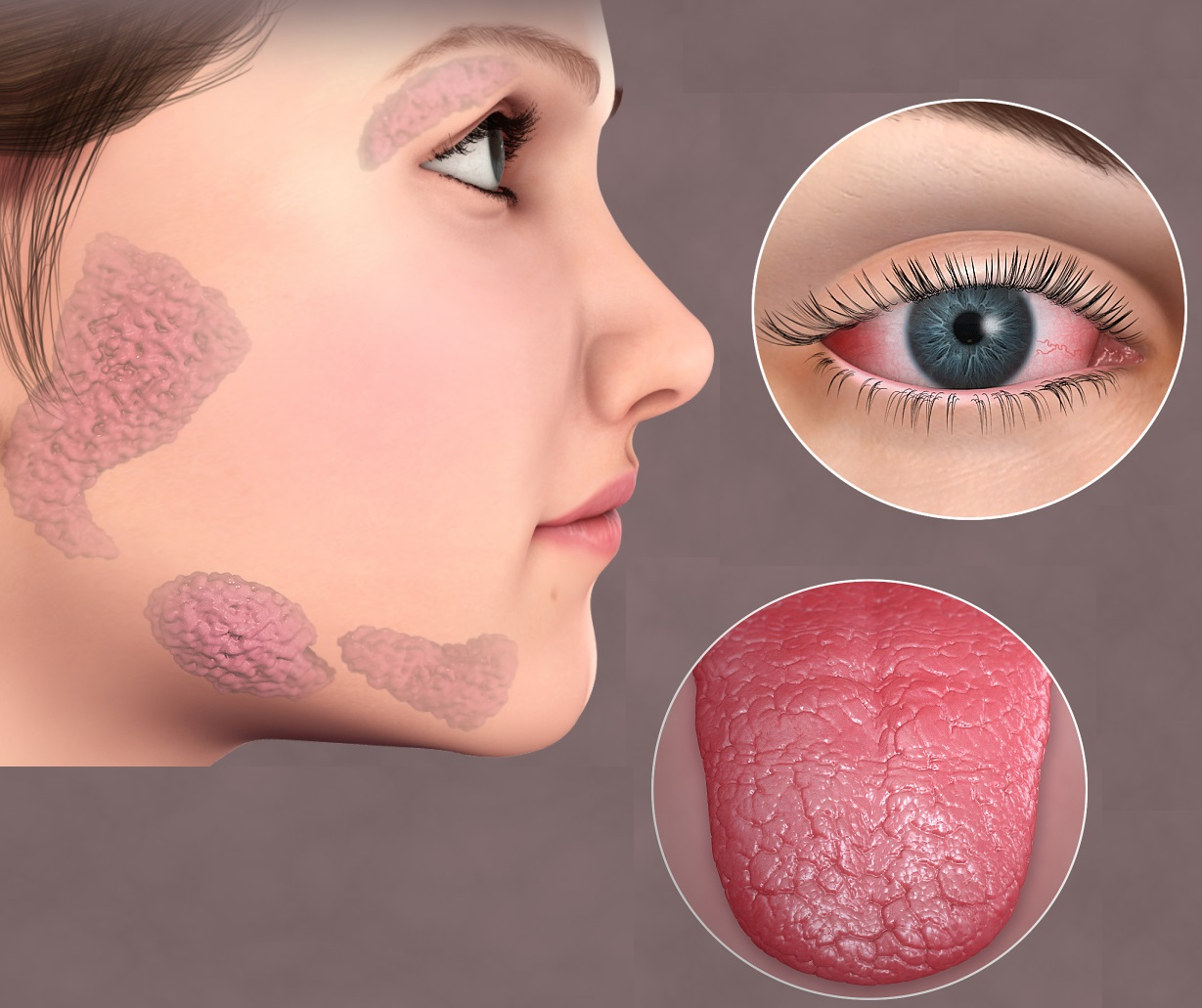
Triệu chứng khô đặc trưng xuất hiện ở nhiều vị trí như lưỡi, mặt, mắt.

Triệu chứng đặc trưng của hội chứng Sjögren là khô miệng và khô mắt (keratoconjunctivitis sicca). Cũng có thể xảy ra khô âm đạo, khô da và khô mũi. Các cơ quan khác của cơ thể cũng có thể bị ảnh hưởng, bao gồm thận, mạch máu, phổi, gan, tuyến tụy và não.
Tình trạng khô da ở một số người mắc hội chứng Sjögren có thể là kết quả của sự xâm nhập của tế bào lympho vào các tuyến da. Các triệu chứng có thể phát triển một cách âm thầm, với việc chẩn đoán thường không được xem xét trong vài năm vì sicca có thể do thuốc, môi trường khô hoặc lão hóa, hoặc có thể được coi là không nghiêm trọng, đảm bảo mức độ điều tra cần thiết để xác định sự hiện diện của rối loạn tự miễn dịch tiềm ẩn.
Hội chứng Sjögren có thể làm tổn thương các cơ quan quan trọng, với các triệu chứng có thể ổn định hoặc trầm trọng hơn, hoặc thuyên giảm, giống như các bệnh tự miễn dịch khác. Một số người có thể chỉ gặp các triệu chứng nhẹ của khô mắt và miệng, trong khi những người khác có các triệu chứng của bệnh nặng. Nhiều bệnh nhân có thể điều trị các vấn đề theo triệu chứng. Những người khác bị mờ mắt, liên tục khó chịu ở mắt, nhiễm trùng miệng tái phát, sưng tuyến mang tai, khàn giọng (rối loạn giọng nói bao gồm cả khàn tiếng), khó nuốt và ăn uống. Suy giảm mệt mỏi và đau khớp có thể làm giảm chất lượng cuộc sống một cách nghiêm trọng. Một số bệnh nhân có thể phát triển liên quan đến thận (viêm thận mô ống tự miễn) dẫn đến protein niệu (dư thừa protein trong nước tiểu), khiếm khuyết cô đặc nước tiểu và nhiễm toan ống thận xa.
Tê liệt hạ kali máu do hội chứng Sjögren nguyên phát hiếm khi được báo cáo trong y văn..

### Biến chứng
Trong số các biến chứng đã thảo luận ở trên, phụ nữ có kháng thể kháng Ro/SS-A và kháng La/SS-B khi mang thai có tỷ lệ mắc bệnh lupus ban đỏ sơ sinh với tình trạng block tim cần đặt máy tạo nhịp. Cryoglobulin máu típ I là một biến chứng đã biết của hội chứng Sjögren..
Hội chứng Sjögren có thể ảnh hưởng đến các cơ quan như gan, tuyến tụy, thận, phổi và hệ thần kinh trung ương..

### Triệu chứng kèm theo
Hội chứng Sjögren có liên quan đến một số tình trạng y tế khác, nhiều trong số đó là các rối loạn tự miễn dịch hoặc thấp khớp, chẳng hạn như bệnh celiac, đau cơ xơ hóa, lupus ban đỏ hệ thống, viêm tuyến giáp tự miễn, bệnh đa xơ cứng và bệnh thoái hóa đốt sống, và một số khối u ác tính, chủ yếu là u lympho không Hodgkin.

## Nguyên nhân
Nguyên nhân của hội chứng Sjögren chưa được biết rõ, nhưng nó có thể là ảnh hưởng của sự kết hợp của các yếu tố di truyền, môi trường và các yếu tố khác, như trường hợp của nhiều rối loạn tự miễn dịch khác. Khoảng 20 tự kháng thể có thể liên quan đến hội chứng này.

### Di truyền
Việc quan sát thấy tỷ lệ rối loạn tự miễn dịch cao trong các gia đình có tiền sử mắc hội chứng Sjögren có liên quan đến khuynh hướng di truyền của hội chứng này. Các nghiên cứu về tính đa hình của các vùng gen kháng nguyên bạch cầu HLA-DR và HLA-DQ ở bệnh nhân Sjögren cho thấy tính nhạy cảm khác nhau đối với hội chứng do kết quả của các loại sản xuất tự kháng thể khác nhau.

### Nội tiết tố
Vì hội chứng Sjögren có tỷ lệ lưu hành cao ở phụ nữ, các nội tiết tố sinh dục, đặc biệt là estrogen, được cho là có ảnh hưởng đến các phản ứng miễn dịch qua trung gian dịch thể và tế bào ảnh hưởng đến tính nhạy cảm với hội chứng. Các nội tiết tố androgen thường được coi là ngăn ngừa sự tự miễn dịch. Các nghiên cứu trên mô hình chuột cho thấy sự thiếu hụt estrogen sẽ kích thích sự xuất hiện của các tự kháng nguyên, gây ra các triệu chứng giống Sjögren.

### Vi chimera
Vi chimera của tế bào thai nhi (tế bào lympho con trong tuần hoàn của mẹ) có thể tạo ra hiện tượng tự miễn dịch ở những phụ nữ đã từng mang thai. Việc tạo ra tiềm năng tự miễn dịch thông qua vi mạch có thể dẫn đến việc chuyển từ dạng tự miễn dịch thầm lặng với khả năng tự dung nạp phụ thuộc vào tuổi tác.

### Môi trường
Các protein virus, các phân tử bị nhấn chìm hoặc các cấu trúc tự phân hủy có thể bắt đầu tự miễn dịch bằng cách bắt chước phân tử và làm tăng khả năng phát triển hội chứng Sjögren. Virus Epstein-Barr, viêm gan C và virus gây bệnh bạch cầu tế bào T ở người-1 là một trong những tác nhân lây nhiễm được nghiên cứu nhiều nhất trong hội chứng Sjögren. Cho đến nay, không có mối quan hệ nguyên nhân và kết quả trực tiếp nào được xác định giữa các tác nhân gây bệnh này và sự phát triển của hội chứng Sjögren. Các cấu trúc tự bị hư hỏng được nhắm mục tiêu cho quá trình apoptosis có thể tiếp xúc nhầm với hệ thống miễn dịch, gây ra hiện tượng tự miễn dịch trong các tuyến ngoại tiết, thường dễ xảy ra các phản ứng tự miễn dịch.

## Các trường hợp đáng chú ý
- Shannon Boxx (cầu thủ bóng đá Olympic Hoa Kỳ) mắc cả hội chứng Sjögren và bệnh lupus.[24]
- Carrie Ann Inaba (ca sĩ-diễn viên) là đại sứ nâng cao nhận thức quốc gia và người phát ngôn cho Quỹ Hội chứng Sjögren.[25]
- Venus Williams (vận động viên quần vợt vô địch thế giới) đã được chẩn đoán mắc hội chứng Sjögren và cho biết cô đã phải vật lộn với chứng mệt mỏi trong nhiều năm.[26]
- Stephen McPhail (cầu thủ bóng đá chuyên nghiệp cho Ireland, Leeds và Cardiff City) được chẩn đoán mắc bệnh lymphoma và hội chứng Sjögren năm 29 tuổi.[27]